# Platygaster pubiventris
Platygaster pubiventris är en stekelart som beskrevs av Peter Neerup Buhl 2005. Platygaster pubiventris ingår i släktet Platygaster och familjen gallmyggesteklar. Inga underarter finns listade i Catalogue of Life.